# Iglesia de Santa Cecilia (Careñes)
La Iglesia de Santa Cecilia ubicada en  la parroquia de Careñes, en el concejo de Villaviciosa (Asturias, España) fue probablemente construida en el siglo XIII. 
La fábrica tiene nave única y cabecera cuadrada con diversos añadidos: pórtico y sacristía edificados en los siglos XVII y XVIII.
La nave se separa de la cabecera por un arco ligeramente apuntado de doble arquivolta y moldura guardapolvo.
La cubierta de la cabecera es una bóveda de cañón apuntado mientras que la nave tiene cubierta adintelada que sustituye a la antigua de madera.
En el exterior son destacables las dos portadas de arco de medio punto, una en el imafronte y otra en el lado sur. En 1938 fue construida la espadaña de dos huecos. En 1978 fueron realizadas obras de pavimentación y se construyó el muro de ladrillo y nichos adosados al muro norte.